# Schlacht von Bannockburn
Schlachten des Ersten Schottischen Unabhängigkeitskrieges

Berwick – Dunbar – Stirling Bridge – Falkirk – Roslin – Stirling Castle – Methven – Dalry – Glen Trool – Loudoun Hill – Inverurie – Brander – Perth – Bannockburn – Berwick – Berwick – Myton – Byland – Weardale
Schlachten des Zweiten Schottischen Unabhängigkeitskrieges

Kinghorn – Dupplin Moor – Annan – Berwick – Halidon Hill – Boroughmuir – Culblean – Neville’s Cross
Die Schlacht von Bannockburn am 23. und 24. Juni 1314 war eine der entscheidenden Schlachten in den Schottischen Unabhängigkeitskriegen des späten 13. und des 14. Jahrhunderts. Im Sumpfland von Bannockburn in der Nähe von Stirling errang das schottische Heer unter der Führung von Robert (the) Bruce einen entscheidenden Sieg gegen ein erheblich größeres englisches Heer unter Eduard II.

## Vorgeschichte
Im Frühjahr 1314 wurde das seit 1304 unter englischer Oberherrschaft stehende Stirling Castle durch ein schottisches Heer belagert. Als die Lage für die englische Besatzung aussichtslos schien, entschloss sich der Kommandant Sir Philip Mowbray, die strategisch wichtige Festung dem schottischen Befehlshaber zu übergeben, falls bis Ende Juni kein englisches Entsatzheer eintreffen würde. Der englische König Eduard II. sah nun eine Möglichkeit, das schottische Heer zu einem entscheidenden Kampf um die belagerte Burg zu stellen. Es war ihm gelungen, mit der englischen Adelsopposition, den Lords Ordainers, einen Frieden zu schließen. Damit hatte er den Rücken frei für einen Feldzug zum Entsatz von Stirling Castle, zu dem er im Mai 1314 seine Vasallen aufforderte.

### Die englische Armee

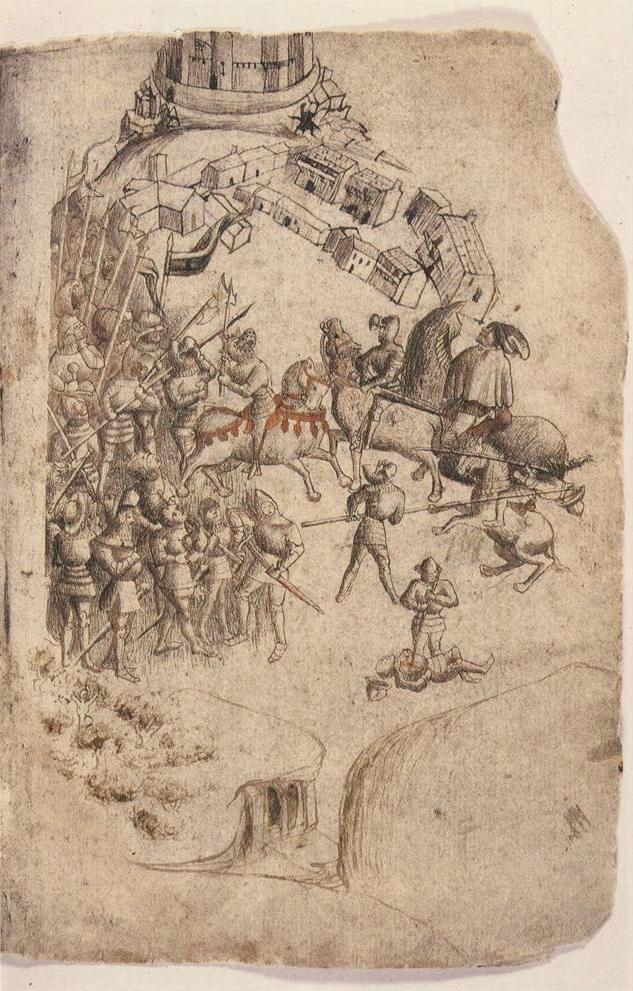
Die älteste bekannte Darstellung der Schlacht aus den 1440er Jahren

Trotz des Friedens mit dem König blieben eine Reihe von Baronen, darunter vier der neun englischen Earls, dem Feldzug fern. Am auffälligsten war das Fehlen von Thomas of Lancaster, 2. Earl of Lancaster, der zu den Führern der Lords Ordainers gehörte, ebenso wie der Earl of Warwick und der Earl of Arundel. Andererseits nahmen Aymer de Valence, 2. Earl of Pembroke, Gilbert de Clare, 7. Earl of Gloucester, und Humphrey de Bohun, 4. Earl of Hereford, die alle drei ebenfalls zu den Lords Ordainers gehört hatten, an dem Feldzug teil. Die genaue Größe der englischen Armee ist nicht bekannt. Der König hatte 20.000 Fußsoldaten angefordert, doch es ist unklar, ob diese Zahl tatsächlich erreicht wurde. Die Abrechnungen über die Soldzahlungen sind nicht erhalten, vermutlich waren sie wegen der überstürzten Flucht nach der Niederlage nie angelegt worden. Dennoch war die Armee trotz des Fehlens von Lancaster und den anderen Magnaten eine der größten Armeen, die während der Herrschaft von Eduard II. aufgeboten wurden. Zur Armee gehörten nicht nur englische Kontingente, sondern auch walisische Truppen, darunter 2263 Infanteristen unter John Charlton, und vermutlich auch irische Truppen sowie Soldaten aus der damals zu England gehörenden  Gascogne und eine geringe Anzahl von ausländischen Söldnern. Das englische Heer, das sich bei Berwick-upon-Tweed gesammelt hatte, war den Schotten zahlenmäßig weit überlegen. Am 17. oder 18. Juni 1314 überquerte es die Grenze bei Coldstream und wandte sich dann nach Stirling. Am Sonntag, dem 23. Juni 1314, hatte die englische Streitmacht die Furt bei Bannockburn einige Kilometer südlich von Stirling erreicht, an der das schottische Heer unter dem Befehl von Robert Bruce Stellung bezogen hatte.

### Die schottische Armee
Die schottische Armee war etwa 5000 Mann stark. Wie König Eduard II. war auch Robert the Bruce als König nicht unumstritten. Er galt wegen der Ermordung von John Comyn bei vielen Schotten als mörderischer Thronräuber. Comyns Sohn John kämpfte auf englischer Seite, ebenso wie der Earl of Angus, der als Lord von Prudhoe und Redesdale auch Besitzungen in Nordengland hatte. Dagegen hatte sich der Clan der MacDonalds von Islay unter Angus Og trotz einer Clanstreitigkeit mit Robert the Bruce dem schottischen Heer angeschlossen. Insgesamt kämpften die Mitglieder von 21 Clans im schottischen Heer. Im Vertrauen auf die schottische Schiltron-Aufstellung beabsichtigten die schottischen Soldaten einen Kampf auf kurze Distanz, um so die Überlegenheit der englischen schweren Reiterei zu verringern. Unter Historikern äußerst umstritten ist die These, dass auf Seiten Robert Bruce aus Frankreich geflohene Ritter des Templerordens gestanden hätten, um in Schottland Schutz zu suchen.

## Die Schlacht
Die Schlacht selbst fand in einem Gebiet von wenigen Kilometern Breite zwischen den Flüssen Bannock Burn und Forth statt. Sie dauerte zwei Tage, und obgleich die ersten Auseinandersetzungen im Vergleich zum Zusammentreffen der beiden Heere am zweiten Tag eher unbedeutend verliefen, sprach vieles für einen positiven Ausgang der Schlacht für die Schotten auf Grund der in strategischer Hinsicht außerordentlich ungünstigen Position der Stellungen der englischen Streitkräfte, die im sumpfigen Gebiet zwischen den beiden Flüssen Bannock und Pelstream und dem Ufer des Flusses Forth in ihrer Manövrierfähigkeit extrem eingeschränkt waren.

Karte der Schlacht am 23. Juni (Erster Tag)

### Erster Tag (23. Juni)
Zuerst sandten die Engländer eine berittene Streitmacht unter Sir Robert de Clifford und Sir Henry de Beaumont zur belagerten Burg. Sie trafen auf einen kleinen Teil der schottischen Infanterie-Streitmacht. Die schottischen Schiltrons bewährten sich erneut und die englischen Angriffe wurden unter geringen Verlusten zurückgeschlagen, so dass sich die englische Kavallerie zum Rückzug gezwungen sah. Gleichzeitig gab es eine Reihe kleinerer Scharmützel rund um die Kernstreitmacht, als einige englische Soldaten den Bannock überquerten, um den schottischen Truppen entgegenzutreten. Überliefert ist hierbei der Kampf zwischen dem englischen Ritter Henry de Bohun (einem Neffen des Earl of Hereford) und Robert the Bruce: De Bohun hatte Bruce auf einem Pony vor der schottischen Schlachtreihe ausgemacht, legte seine Lanze an und ritt auf den einzelnen Kämpfer zu. Im letzten Moment wich das Pony dem heranstürmenden Schlachtross aus, wobei es Bruce gelang, mit seiner Streitaxt einen Schlag gegen De Bohuns Helm zu führen und diesem so den Schädel zu spalten. Als nach einigen weiteren unbedeutenden Geplänkeln der Abend dämmerte, zog sich das englische Heer zurück, um sein Lager zwischen Bannock und Pelstream aufzuschlagen.
Durch diese Niederlage waren die Engländer demoralisiert und verbrachten die Nacht aus Furcht vor einem schottischen Angriff unter Waffen. Alexander Seton, ein schottischer Überläufer aus der englischen Armee, soll Robert Bruce über die Unsicherheit der Engländer unterrichtet haben. Angesichts der Stärke der englischen Armee wollte sich Bruce zuerst über den Forth zurückziehen, doch dann beschloss er, den Kampf aufzunehmen. Als bei Tagesanbruch die Engländer erkannten, dass die Schotten sich nicht zurückgezogen hatten, schlugen die erfahreneren Barone, aber auch der junge Earl of Gloucester, vor, erst am nächsten Tag die Schlacht zu beginnen, damit die durch den Marsch erschöpfte Armee sich erholen könne. Dieser Ratschlag wurde von jüngeren Baronen als Feigheit abgelehnt, und der König schloss sich ihrer Meinung an und befahl den Angriff. Auch Bruce griff seinerseits an.

Karte der Schlacht am 24. Juni (Zweiter Tag)

### Zweiter Tag (24. Juni)

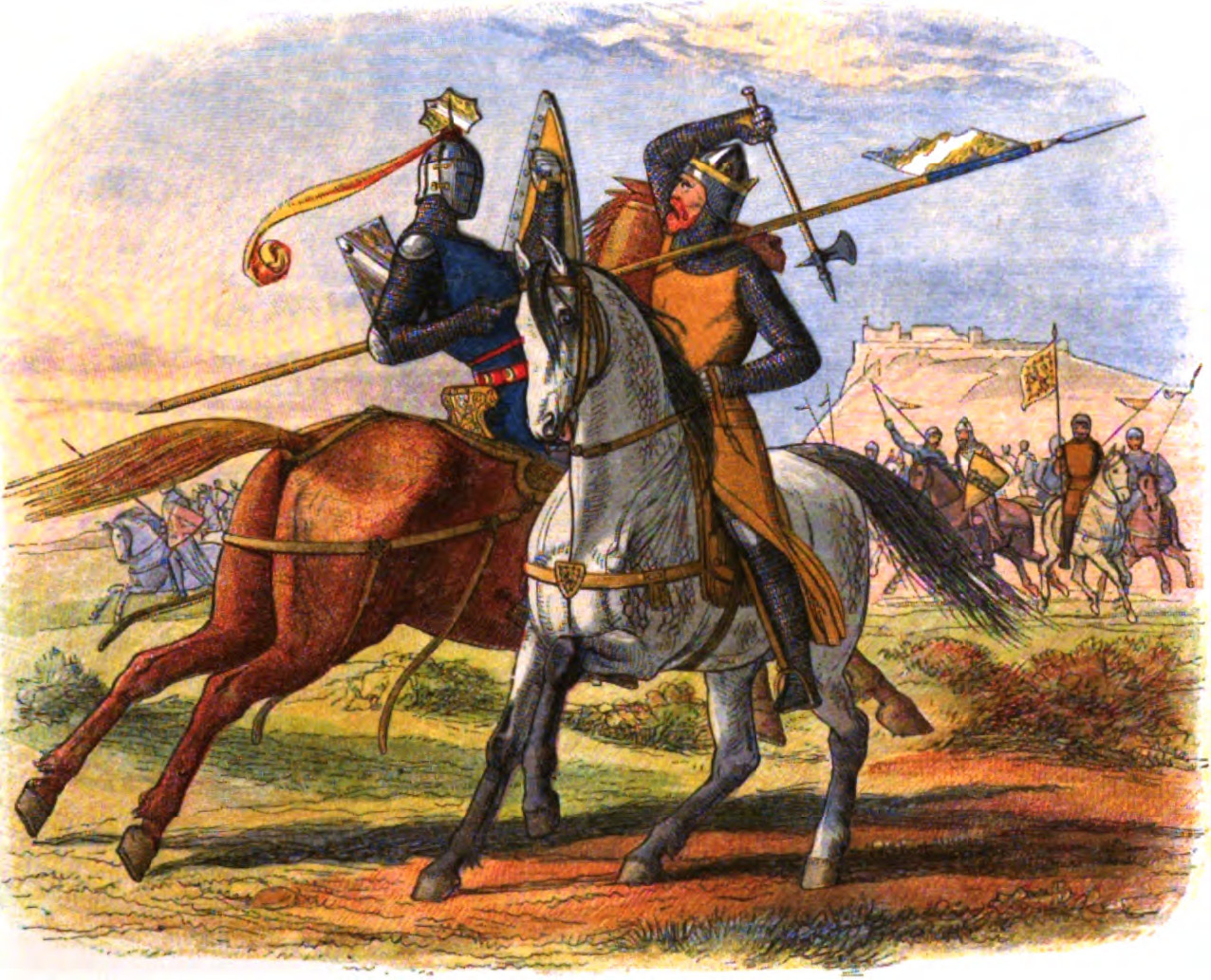
Robert the Bruce tötet Henry Bohun im Zweikampf. Historisierende Darstellung von 1864

Die englische Armee rückte über den Bannock vor, während das schottische Heer in Schiltrons aufgestellt wartete. Die erste englische Kavallerieattacke war ungeordnet und verlustreich. Die Schotten kämpften nach dem Vorbild der Flamen, die die französischen Ritter 1302 in der Schlacht von Courtrai besiegt hatten, zu Fuß. Die dicht geschlossenen schottischen Schiltrons konnten von den Engländern nicht besiegt werden, während die schottischen Speerkämpfer die englischen Pferde angriffen und töteten. Die schottische Streitmacht rückte daraufhin vor und zwang die Kavallerie in die Reihen der englischen Infanterie zurück, die noch immer versuchte, zu der Kavallerie über den Bannock zu gelangen.
König Eduard II. kämpfte zwar persönlich tapfer, erwies sich aber als unfähiger Feldherr. Es gelang ihm nicht, seine zahlenmäßige Überlegenheit auszunutzen. Er hatte es versäumt, seine Bogenschützen durch Infanterie zu decken. Als diese in die Schlacht eingreifen wollten und anfingen, die vorrückende schottische Infanterie mit Pfeilen zu beschießen, erlitten sie durch einen Gegenangriff der zahlenmäßig kleinen schottischen Kavallerie unter Robert Keith schwere Verluste. Dazu gelang es Eduard II. nicht, seine Barone unter Kontrolle zu halten. Zwischen dem jungen Earl of Gloucester und dem Earl of Hereford kam es zu einem Streit über das Kommando der Vorhut. Der Earl of Gloucester, noch gekränkt über die Zurückweisung durch den König am Morgen, soll alleine vor seinen Truppen auf die schottische Linie zugeritten sein und wurde getötet.
Auf dem engen Schlachtfeld machte die englische zahlenmäßige Überlegenheit jeden Versuch zunichte, die eigenen Truppen zu sammeln, während die schottischen Streitkräfte die Menschenmassen zum Fluss hin zurückdrängten. Hunderte von Engländer ertranken oder wurden von den zurückweichenden eigenen Männern niedergetrampelt, als die englische Schlachtordnung sich auflöste. Eduard II. wurde von Henry de Beaumont rechtzeitig vom Schlachtfeld geführt und floh, als ihm der Eintritt in Stirling Castle verwehrt worden war, über Winchburgh nach Dunbar Castle und schließlich per Schiff zurück nach England.

### Verluste
Die genaue Anzahl der englischen Verluste kann nicht ermittelt werden, dennoch gilt die Schlacht als eine der schlimmsten Niederlagen, die je eine englische Armee auf dem Schlachtfeld erlitt. Tausende von englischen Fußsoldaten wurden während der Flucht niedergemacht. Der englische Tross fiel in die Hände der Schotten. Das prominenteste Opfer war der Earl of Gloucester. Er gehörte zu den reichsten Baronen Englands und war ein Schwager von Robert the Bruce, der seinen Leichnam bergen und zur Bestattung nach England überführen ließ. Zu den weiteren Opfern gehörten Robert de Clifford, Miles Stapleton, 1. Baron Stapleton, William de Vescy of Kildare, John Comyn und Edmund Mauley, der Steward of the Household.
Zahlreiche englische Barone gerieten in schottische Gefangenschaft und kamen erst gegen hohe Lösegeldzahlungen wieder frei. Unter den Gefangenen befanden sich Ralph de Monthermer, der Stiefvater des Earl of Gloucester, sowie der Lordsiegelbewahrer Roger Northburgh, der mitsamt dem königlichen Privatsiegel in Gefangenschaft geriet. Der Earl of Hereford flüchtete mit dem Earl of Angus und dessen Bruder Ingram de Umfraville sowie mit Anthony Lucy nach Carlisle, wo sie in Bothwell Castle Zuflucht suchten. Der Kommandant der Burg, ein gebürtiger Schotte namens Walter fitz Gilbert, lief jedoch zu den Schotten über und übergab die Burg mitsamt seinen Gästen.
Als Folge der Schlacht musste sich auch die Besatzung von Stirling Castle den Schotten ergeben.

## Folgen
Nach dieser Niederlage unternahm Eduard II., abgesehen von der Belagerung von Berwick 1319, erst 1322 wieder einen größeren Feldzug nach Schottland. Im Gegenzug war Nordengland jahrelang ein leichtes Ziel für zahlreiche schottische Überfälle. Der schottische Sieg brachte aber weder innenpolitisch noch außenpolitisch für Robert the Bruce den Durchbruch. König Eduard II. erkannte ihn weiterhin nicht als schottischen König an. Die eigentliche Unabhängigkeit Schottlands war erst die Folge der Declaration of Arbroath, verfasst von schottischen Adligen 1320 und an den Papst in Rom gerichtet. Erst unter König Eduard III. wurde 1328 im Abkommen von Edinburgh und Northampton Robert the Bruce als König anerkannt und die Grenze zu Schottland erstmals definiert.
Die meisten englischen Gefangenen kamen nach Zahlung ihres Lösegelds noch 1314 oder Anfang 1315 frei. Der Earl of Hereford wurde gegen Elizabeth de Burgh, die Frau von Robert the  Bruce, ausgetauscht, die seit 1306 in englischer Gefangenschaft gewesen war. Der Tod des Earl of Gloucester, der kinderlos gestorben war, führte zur Aufteilung seines riesigen Besitzes unter seinen drei Schwestern. Dies führte zum Aufstieg von Hugh le Despenser, der mit einer von ihnen verheiratet war. Despenser begann mit seinen Schwägern einen Streit über die Aufteilung des Erbes, der 1321 zum Despenser War führte.
Die englischen Heerführer zogen ihre Lehren aus der Niederlage von Bannockburn. Besonders ihre Men-at-arms kämpften fortan zu Fuß. Sir Andrew Harclay, ein erfolgreicher Kommandant gegen die Schotten zu dieser Zeit, hatte selbst nicht an der Schlacht teilgenommen, doch kämpfte er fortan nach schottischem Vorbild in Schiltrons. Auf diese Weise siegte er gegen den Earl of Lancaster 1322 in der Schlacht bei Boroughbridge. Ähnlich kämpfte Sir Henry de Beaumont mit seiner kleinen englisch-schottischen Armee gegen die Schotten 1332 in der Schlacht von Dupplin Moor, in der er einen überwältigenden Sieg errang. Zahlreiche Veteranen der Schlacht waren 1333 beim englischen Sieg von Halidon Hill dabei, als der englische König Eduard III. die Schotten besiegte. Diese Erfahrungen führten mit zu den englischen Siegen über Frankreich in der ersten Phase des Hundertjährigen Kriegs.

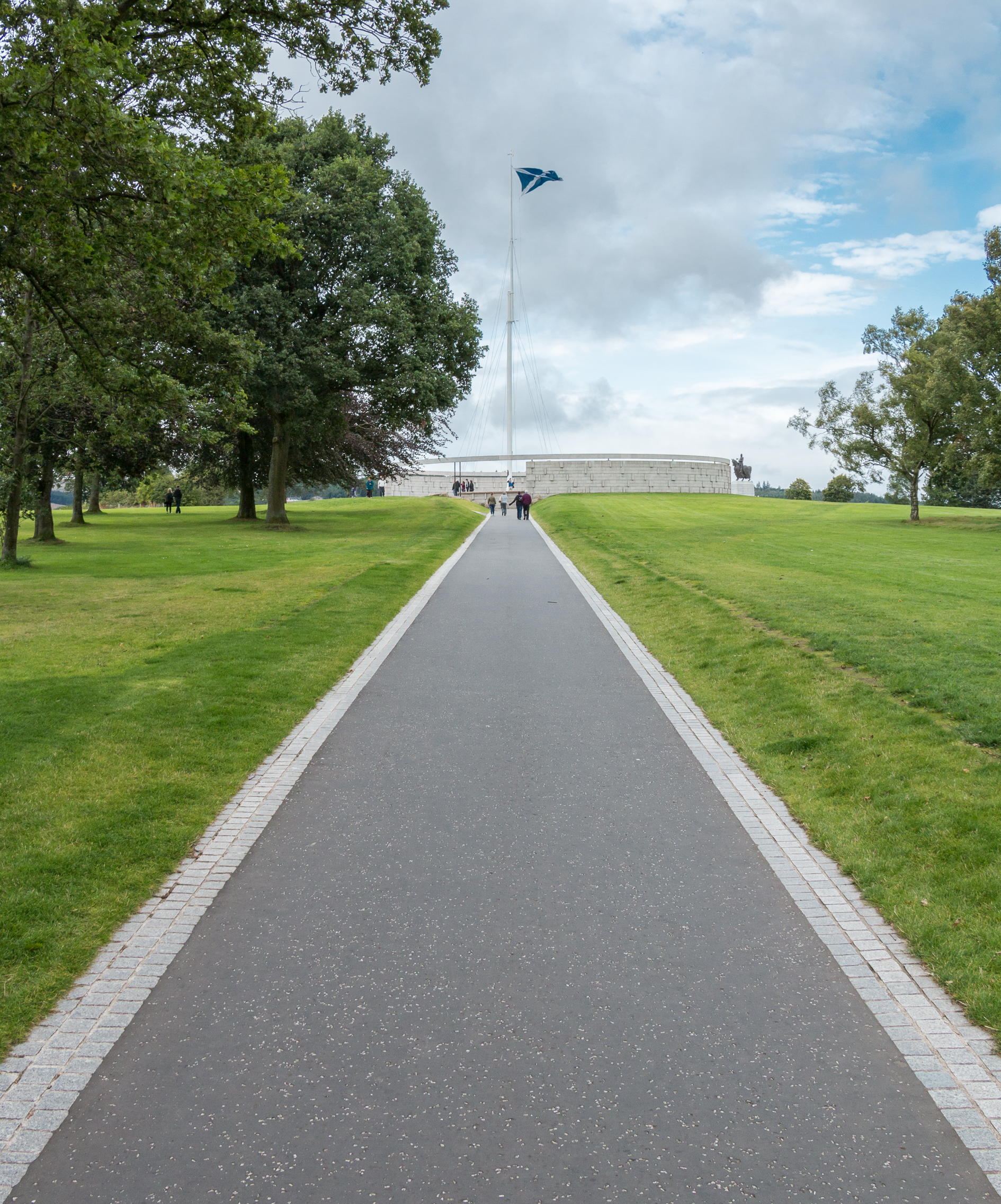
Die Allee zum Denkmal in Bannockburn
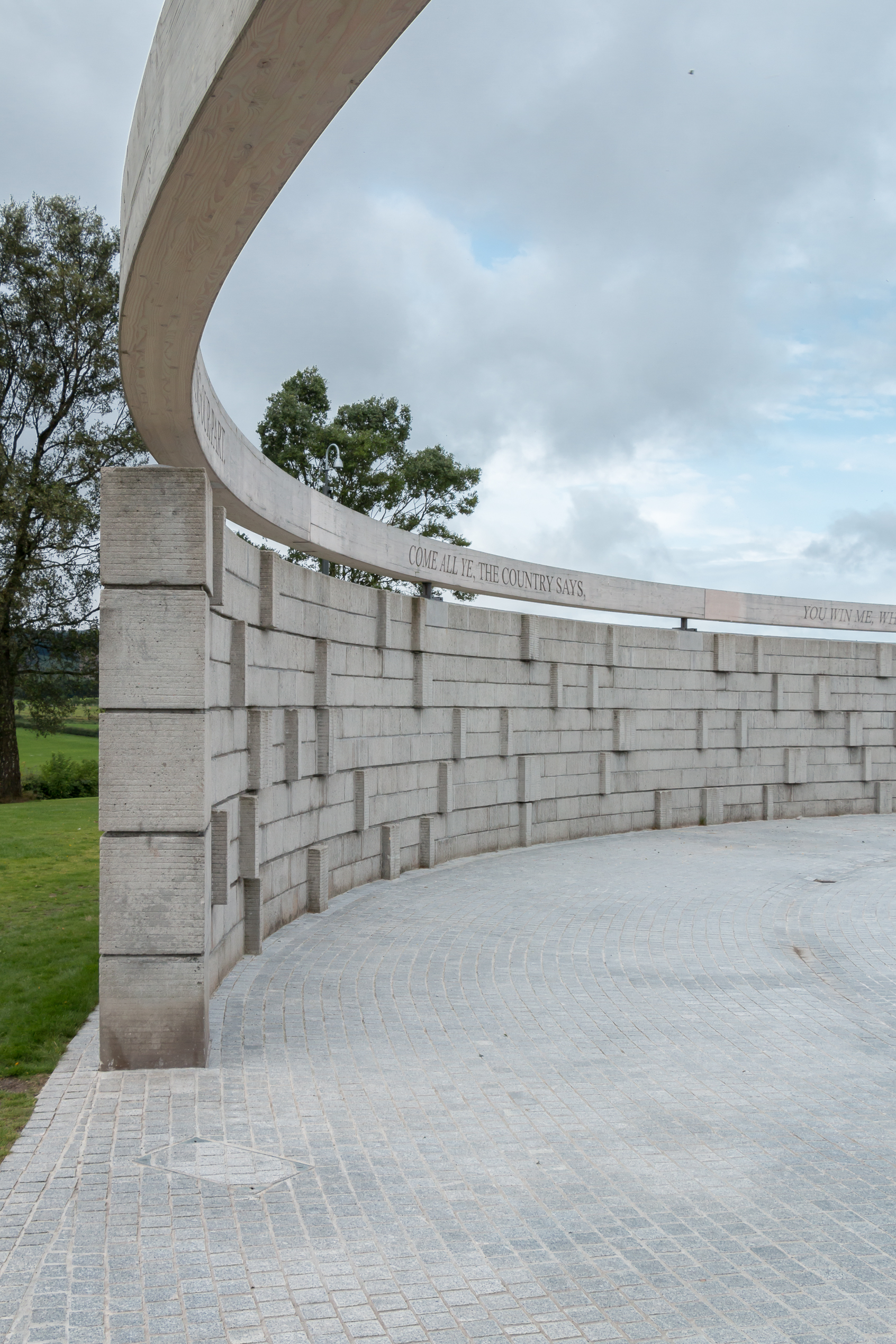
Mauer der Rotunde des Denkmals
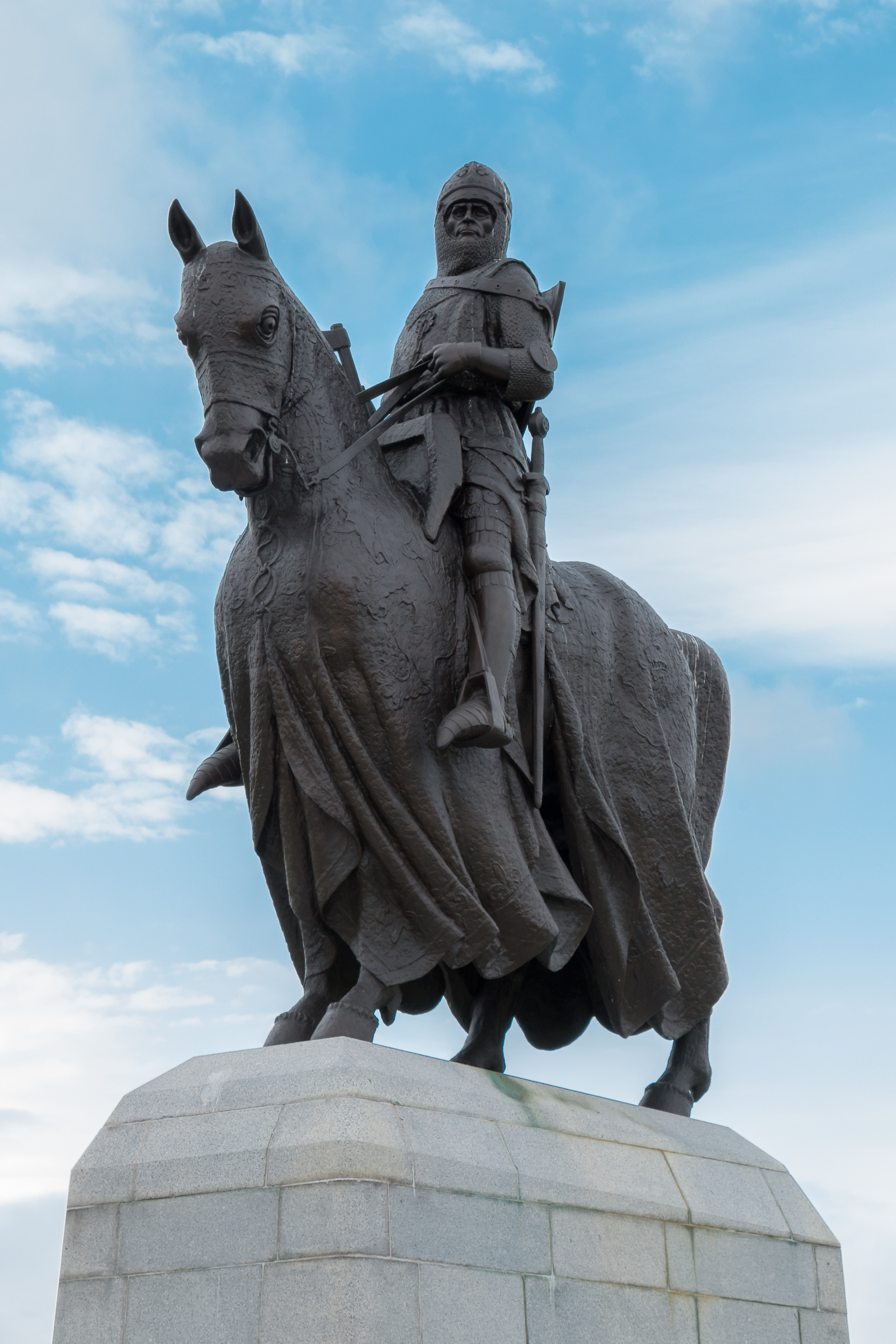
Das Reiterstandbild von Robert the Bruce von Pilkington Jackson
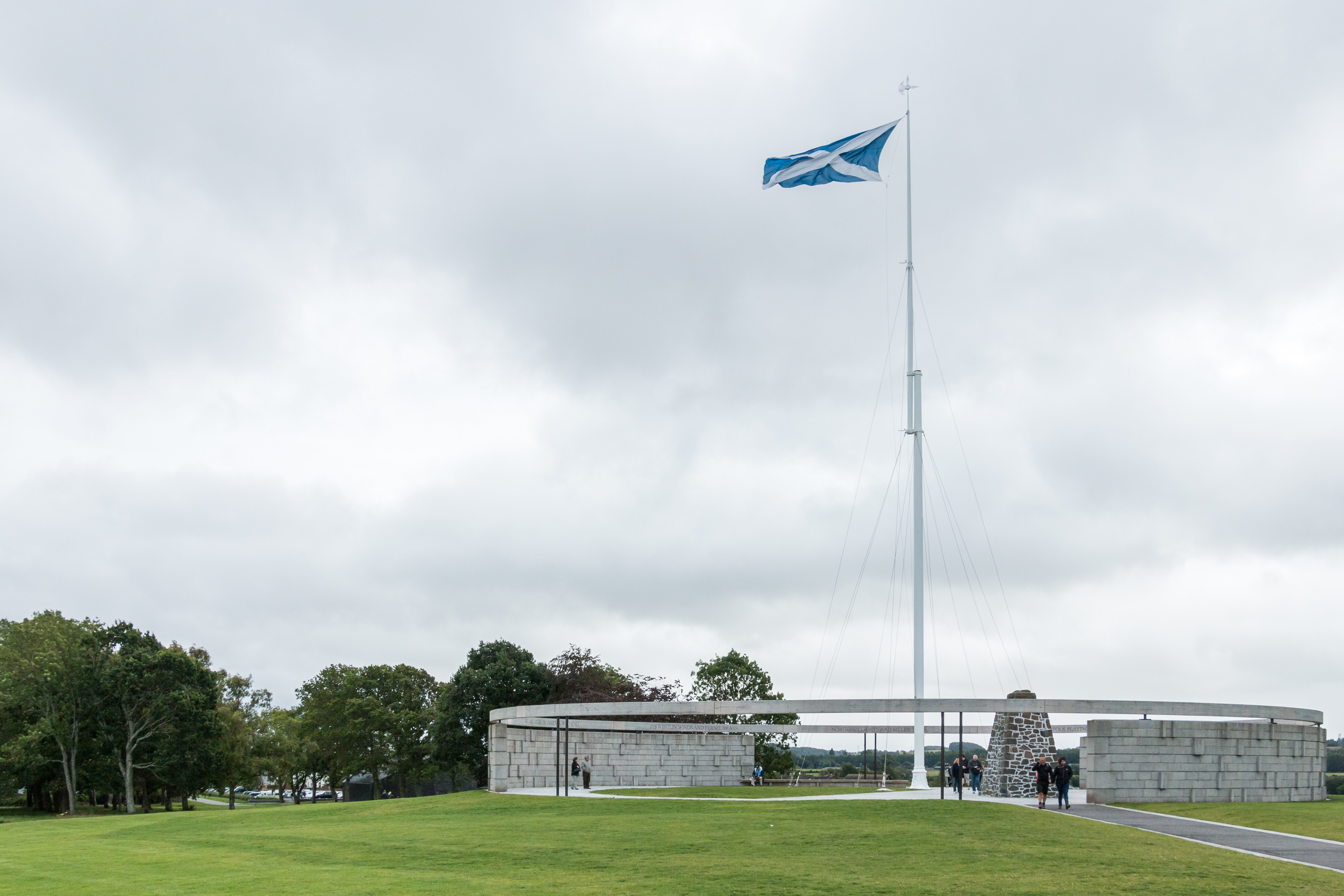
Die Rotunde des Denkmals mit dem Fahnenmast
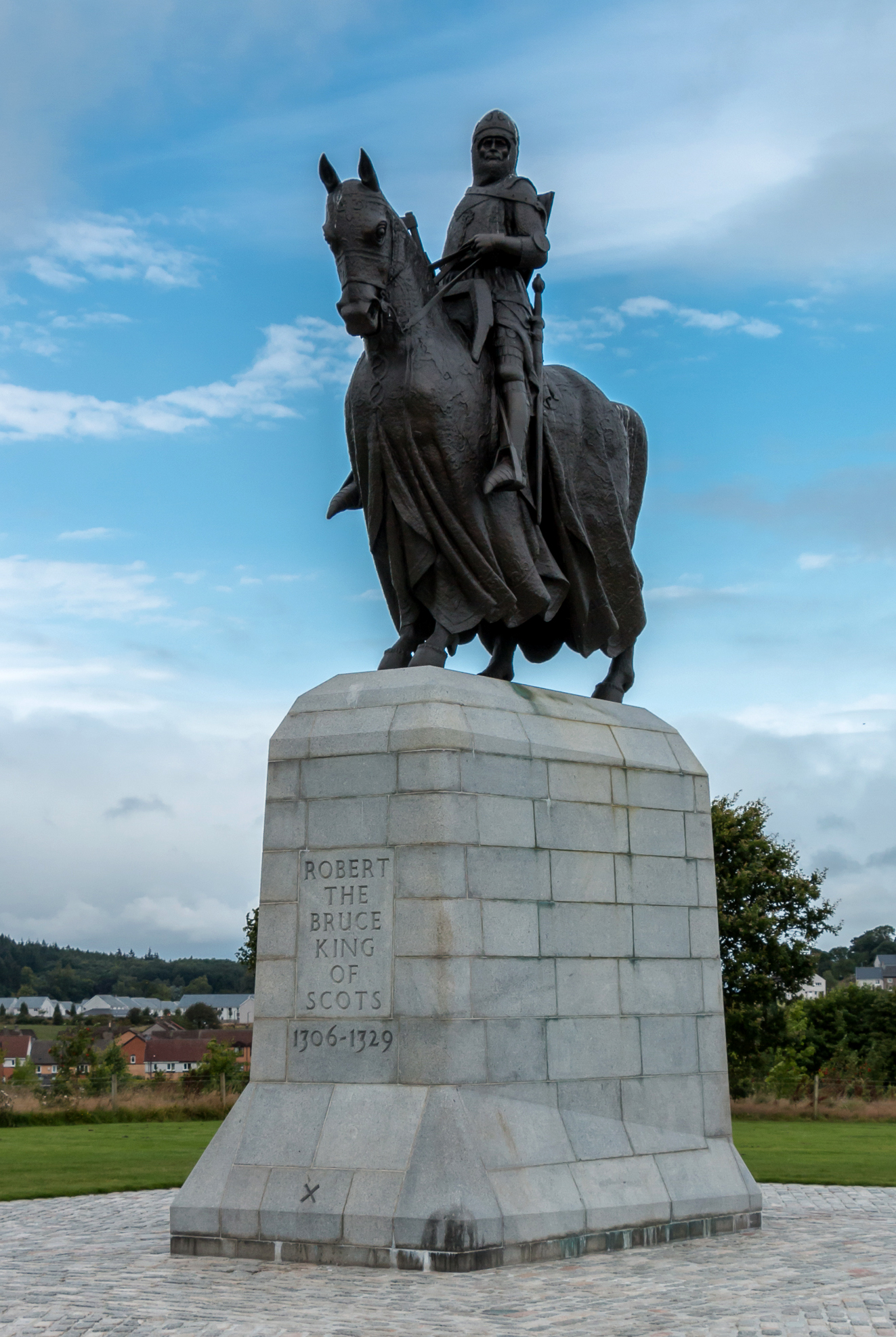
Das Reiterstandbild mit seinem Sockel
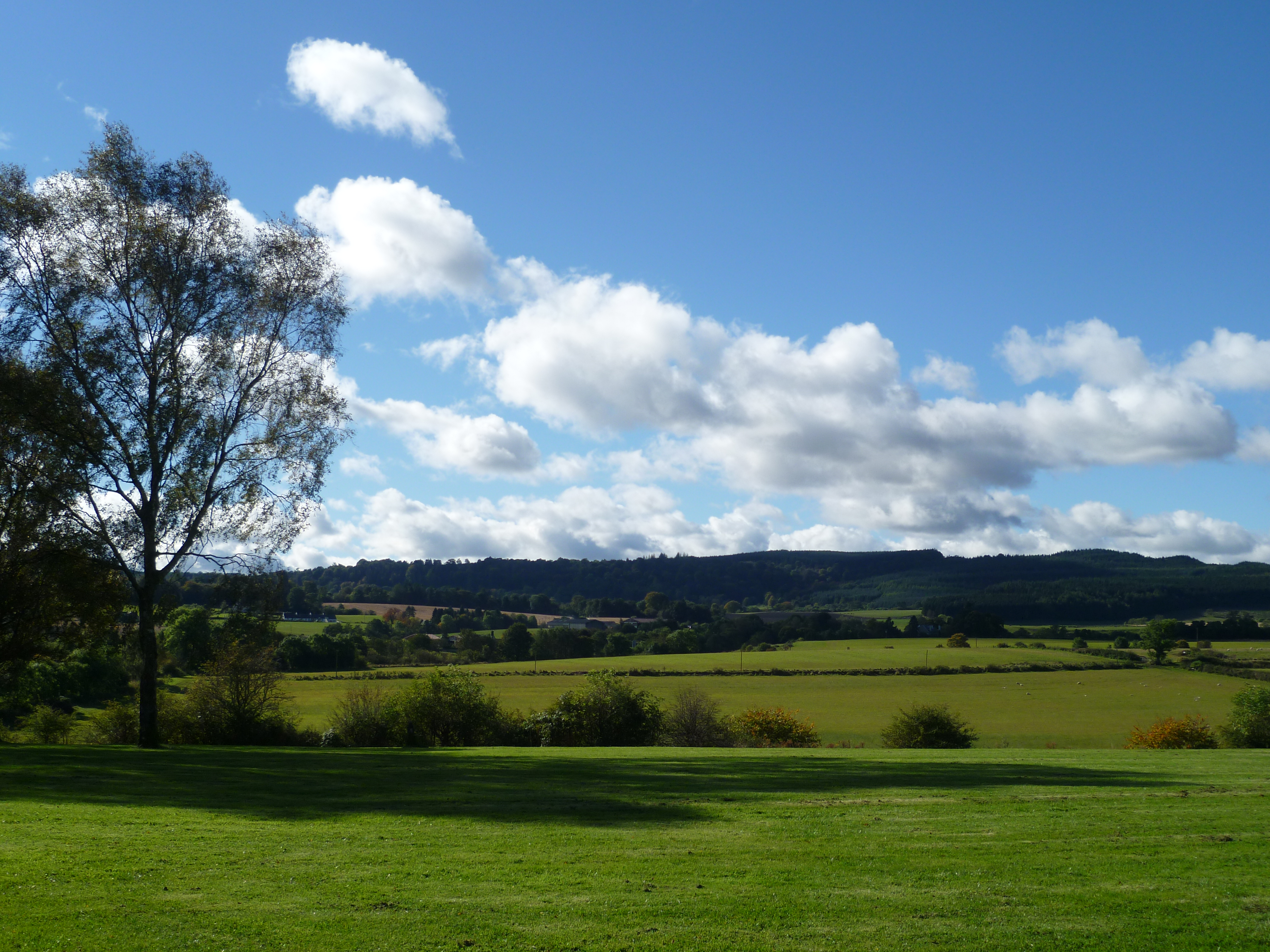
Blick nach Osten in die tiefergelegenen Bereiche des Schlachtfeldes

Auf dem Gelände, auf dem die Schlacht geschlagen wurde, besteht heute ein Besucherzentrum, das vom National Trust for Scotland betrieben. Dort wird mit medialen Mitteln versucht, das Erlebnis der Schlacht nachzuvollziehen. 2024 betrug die Besucherzahl etwa 106.000 Personen. 
Heute gedenken die Schotten, allen voran die Scottish National Party, jährlich der Schlacht mit einem Marsch von Stirlings Stadtzentrum zum Feld von Bannockburn, wo an der Gedächtnisstätte Bannockburn Rotunda an der Statue von Robert Bruce ein Kranz niedergelegt wird. Die inoffizielle schottische Nationalhymne Flower of Scotland nimmt Bezug auf die Schlacht. In den Schlussszenen der Spielfilme Braveheart und Robert the Bruce – König von Schottland wird die Schlacht von Bannockburn erwähnt.